# Ултиматумът на Борн (филм)
„Ултиматумът на Борн“ (на английски: The Bourne Ultimatum) е шпионски филм от 2007 година, екшън трилър на режисьора Пол Грийнграс по сценарий на Тони Гилрой, Скот Бърнс и Джордж Нолфи, по мотиви на едноименния роман на Робърт Лъдлъм. Филмът е трета част от поредицата „Борн“.

## Актьорски състав
| Актьор          | Роля            |
| --------------- | --------------- |
| Мат Деймън      | Джейсън Борн    |
| Джулия Стайлс   | Ники Парсънс    |
| Джоан Алън      | Памела Ланди    |
| Дейвид Стратърн | Ноа Восен       |
| Скот Глен       | Езра Креймър    |
| Пади Консидайн  | Саймън Рос      |
| Едгар Рамирес   | Паз             |
| Албърт Фини     | Д-р Албърт Хърш |
| Джоуи Анса      | Деш             |
| Кори Джонсън    | Рей Уилс        |
| Даниел Брюл     | Мартин Кройц    |
| Скот Адкинс     | Агент Кайли     |

## Награди и номинации
| Награда                              | Категория                                     | Номиниран(и)                                  | Резултат  |
| ------------------------------------ | --------------------------------------------- | --------------------------------------------- | --------- |
| Награди на филмовата академия на САЩ | Най-добър филмов монтаж                       | Най-добър филмов монтаж                       | награда   |
| Награди на филмовата академия на САЩ | Най-добър звук                                | Най-добър звук                                | награда   |
| Награди на филмовата академия на САЩ | Най-добър звуков монтаж                       | Най-добър звуков монтаж                       | награда   |
| Награда на БАФТА                     | Най-добър звук                                | Най-добър звук                                | награда   |
| Награда на БАФТА                     | Най-добър филмов монтаж                       | Най-добър филмов монтаж                       | награда   |
| Награда на БАФТА                     | Най-добър британски филм                      | Най-добър британски филм                      | номинация |
| Награда на БАФТА                     | Най-добра кинематография                      | Най-добра кинематография                      | номинация |
| Награда на БАФТА                     | Най-добри специални визуални ефекти           | Най-добри специални визуални ефекти           | номинация |
| Награда на БАФТА                     | Най-добра режисура                            | Пол Грийнграс                                 | номинация |
| Сателит                              | Най-добър звук                                | Най-добър звук                                | награда   |
| Сателит                              | Най-добър филмов монтаж                       | Най-добър филмов монтаж                       | номинация |
| Сателит                              | Най-добри визуални ефекти                     | Най-добри визуални ефекти                     | номинация |
| Сатурн                               | Най-добър екшън, приключенски или трилър филм | Най-добър екшън, приключенски или трилър филм | номинация |
| Сатурн                               | Най-добър режисьор                            | Пол Грийнграс                                 | номинация |
| Сатурн                               | Най-добра музика                              | Джон Пауъл                                    | номинация |
| Емпайър                              | Най-добър филм                                | Най-добър филм                                | награда   |
| Емпайър                              | Най-добър трилър                              | Най-добър трилър                              | номинация |
| Емпайър                              | Най-добър режисьор                            | Пол Грийнграс                                 | номинация |
| Емпайър                              | Най-добър актьор                              | Мат Деймън                                    | номинация |

## Дублажи

### Арс Диджитал Студио
| Преводач             | Яна Янева                                                            |
| Озвучаващи артисти   | Татяна Захова Таня Димитрова Илиян Пенев Пламен Манасиев Васил Бинев |
| Режисьор на дублажа  | Яна Янева                                                            |
| Техническа обработка | Арс Диджитал Студио                                                  |
| Тонрежисьор          | Георги Цветков                                                       |

### Студио VMS
| Преводач            | Константин Николов                                                          |
| Режисьор на дублажа | Добрин Добрев                                                               |
| Тонрежисьор         | Сибин Златарев                                                              |
| Озвучаващи актьори  | Татяна Захова Елена Русалиева Станислав Димитров Илиян Пенев Георги Тодоров |